# Гуґо Ґетц
Гуґо Ґетц (англ. Hugo Goetz, 18 жовтня 1884 — 4 квітня 1972) — американський плавець.
Призер Олімпійських Ігор 1904 року.